# Ptičje mlijeko
Ptičje mlijeko (kestenjača, lok pesji, luk poljski; lat. Ornithogalum) je rod zeljastih lukovičastih biljaka. U prošlosti je bio svrstavan u porodicu ljiljanovke, a danas ga svrstavamo u Asparagaceae (potporodica Scilloideae nekada samostalna porodica Hyacinthaceae).
Latinsko ime roda Ornithogalum potječe od grčkih riječi ornis (ptica) i gala (mlijeko), zbog bijelih cvjetova većine vrsta u rodu. Hrvatsko ime potječe od latinskog prijevoda.
Spada u trajne zeleni. Listovi su prizemni, kopljasti i izduženi te tvore rozetu, a cvjetovi skupljeni u grozdovima ili gronjama. Listovi izbijaju iz lukovica prije cvjetnog stabla. Lukovice su najčešće bijele, okruglaste, jajaste ili spljoštene. Biljke su visoke od 20 do 85 cm, ovisno o vrsti. Cvati cvjetova grupirani su grozdasto ili štitasto, ovisno o vrsti. Cvjetovi su promjera od 2 do 5 cm. Boja im je bijela, žućkasta sa zelenim ili žućkasta s crnim središnjim dijelom. Plod je čahurast, a sjemenke crne, okruglate i spljoštene. Biljka se razmnožava mladim lukovicama koje se stvore oko matične lukovice i sjemenkama.[nedostaje izvor]
Poznato je preko 130 vrsta Ornithogaluma. Raste u suptropskim i umjerenim krajevima Azije, Europe i Sjeverne Afrike. Neke se vrste uzgajaju kao ukrasno bilje. Primjer je grozdasto ptičje mlijeko  (Ornithogalum thyrsoides). Komercijalno se uzgajaju ponajviše O. thyrsoides, O. arabicum, O. umbellatum (štitasto ptičje mlijeko, ptičje mljeko, lašćet divji, ptičje mliko, ptičje mleko), O. saundersiae i O. dubium.
U Hrvatskoj raste petnaestak vrsta ptičjeg mlijeka, kao kitnjasto ptičje mlijeko (Ornithogalum comosum), piramidalno ptičje mlijeko (Ornithogalum pyramidale), štitasto ptičje mlijeko (Ornithogalum umbellatum), Ornithogalum tenuifolium
Lukovice NISU JESTIVE suprotno nekim izvorima. Uzrokuje mučninu, slinjenje, povraćanje, proljev, otežano disanje, bol, peckanje i oticanje usana, jezika i grla. Iritacija kože nakon duljeg kontakta. I druge vrste iz ovog roda su otrovne. Ornithogalum thyrsoides otrovan je za konje i goveda ako ga progutaju.
Na popisu je 103 vrste bez onih iz spornog roda Loncomelos. Okrugloplodno ptičje mlijeko navodi se kao podvrsta vrste Loncomelos pyrenaicum.

## Vrste
1. Ornithogalum adamii J.C.Manning
2. Ornithogalum adanense Demirci & E.Kaya
3. Ornithogalum alatepense Yild. & Kiliç
4. Ornithogalum algeriense Jord. & Fourr.
5. Ornithogalum alpigenum Stapf
6. Ornithogalum amblyocarpum Zahar.
7. Ornithogalum amphibolum Zahar.
8. Ornithogalum anamurense Speta
9. Ornithogalum anatolicum Zahar.
10. Ornithogalum apiculatum Zahar.
11. Ornithogalum arianum Lipsky ex B.Fedtsch. & al.
12. Ornithogalum armeniacum Baker
13. Ornithogalum atticum Boiss. & Heldr.
14. Ornithogalum baeticum Boiss.
15. Ornithogalum balansae Boiss.
16. Ornithogalum benguellense Baker
17. Ornithogalum beyazoglui Bagci, Savran & O.D.Düsen
18. Ornithogalum boissieri Bidarlord & F.Ghahrem.
19. Ornithogalum boucheanum (Kunth) Asch., Bušeova kestenjača
20. Ornithogalum bourgaeanum Jord. & Fourr.
21. Ornithogalum chetikianum Uysal, Ertugrul & Dural
22. Ornithogalum chionophyllum Holmboe
23. Ornithogalum collinum Guss., brežuljkava kestenjača
24. Ornithogalum comosum L., kitnjasta kestenjača
25. Ornithogalum corsicum Jord. & Fourr.
26. Ornithogalum cuspidatum Bertol.
27. Ornithogalum dalmaticum Speta, dalmatinska kestenjača
28. Ornithogalum demirizanum Malyer & Koyuncu
29. Ornithogalum densum Boiss. & C.I.Blanche
30. Ornithogalum dictaeum Landström
31. Ornithogalum divergens Boreau
32. Ornithogalum etruscum Parl.
33. Ornithogalum euxinum Speta
34. Ornithogalum exaratum Zahar.
35. Ornithogalum exscapum Ten., patuljasta kestenjača
36. Ornithogalum fimbriatum Willd.
37. Ornithogalum fimbrimarginatum F.M.Leight.
38. Ornithogalum gabrielianiae Agapova
39. Ornithogalum gorenflotii (Moret) Speta
40. Ornithogalum gulnariense Demir. & Uysal
41. Ornithogalum gussonei Ten.,  tankolisna kestenjača
42. Ornithogalum hajastanum Agapova
43. Ornithogalum imereticum Sosn.
44. Ornithogalum immaculatum Speta
45. Ornithogalum improbum Speta
46. Ornithogalum iranicum Zahar.
47. Ornithogalum iraqense Feinbrun
48. Ornithogalum isauricum O.D.Düsen & Sümbül
49. Ornithogalum jacobi Emb. & Maire
50. Ornithogalum joschtiae Speta
51. Ornithogalum kilicii Yild.
52. Ornithogalum kochii Parl., Kohova kestenjača
53. Ornithogalum kuereanum Speta
54. Ornithogalum lanceolatum Labill.
55. Ornithogalum libanoticum Boiss. & C.I.Blanche
56. Ornithogalum luschanii Stapf
57. Ornithogalum lychnite Speta
58. Ornithogalum macrum Speta
59. Ornithogalum malatyanum Mutlu
60. Ornithogalum mekselinae Varol
61. Ornithogalum microcarpum Speta
62. Ornithogalum montanum Cirillo ex Ten., brdska kestenjača
63. Ornithogalum munzurense Speta
64. Ornithogalum mysum Speta
65. Ornithogalum nallihanense Yild. & Dogru-Koca
66. Ornithogalum navaschinii Agapova
67. Ornithogalum naxense (Landström) Strid
68. Ornithogalum neurostegium Boiss. & C.I.Blanche
69. Ornithogalum nitidum Yild. & Kiliç
70. Ornithogalum nivale Boiss.
71. Ornithogalum nurdaniae Bagci & Savran
72. Ornithogalum nutans L., klimajuća kestenjača
73. Ornithogalum oligophyllum E.D.Clarke
74. Ornithogalum orbelicum Velen.
75. Ornithogalum oreoides Zahar.
76. Ornithogalum orthophyllum Ten.
77. Ornithogalum pamphylicum O.D.Düsen & Sümbül
78. Ornithogalum pascheanum Speta
79. Ornithogalum pedicellare Boiss. & Kotschy
80. Ornithogalum plurifolium Yild. & Kiliç
81. Ornithogalum pluttulum Speta
82. Ornithogalum pumilum Zahar.
83. Ornithogalum refractum Kit. ex Schltdl., slomljena kestenjača
84. Ornithogalum saginatum Speta
85. Ornithogalum samariae Zahar.
86. Ornithogalum sancakense Yild. & Kiliç
87. Ornithogalum sandrasicum Yild.
88. Ornithogalum sigmoideum Freyn & Sint., Sibthorpova kestenjača
89. Ornithogalum sintenisii Freyn
90. Ornithogalum sphaerolobum Zahar.
91. Ornithogalum subcoriaceum L.Bolus
92. Ornithogalum sumbulianum O.D.Düsen & Deniz
93. Ornithogalum televirnum Speta, televrinska kestenjača
94. Ornithogalum transcaucasicum Miscz. ex Grossh.
95. Ornithogalum trichophyllum Boiss. & Heldr.
96. Ornithogalum uluense Speta
97. Ornithogalum umbellatum L., štitasta kestenjača
98. Ornithogalum vasakii Speta
99. Ornithogalum vulgare Sailer
100. Ornithogalum wiedemannii Boiss.
101. Ornithogalum woronowii Krasch.
102. Ornithogalum yesilyurtense Yild. & Kiliç
103. Ornithogalum yildirimlii Kiliç
104. Ornithogalum ×degenianum Polg.
105. Ornithogalum ×vigeneri Cif. & Giacom.
106. Ornithogalum ×wildtii Podp.

## Vanjske poveznice
- Biljke iz roda Ornithogalum
- Biljke - zeljaste cvjetnice - bijelog cvijeta  Arhivirana inačica izvorne stranice od 29. travnja 2016. (Wayback Machine) okrugloplodno ptičje mlijeko (Ornithogalum sphaerocarpum)